# Henri Rivière (militär)

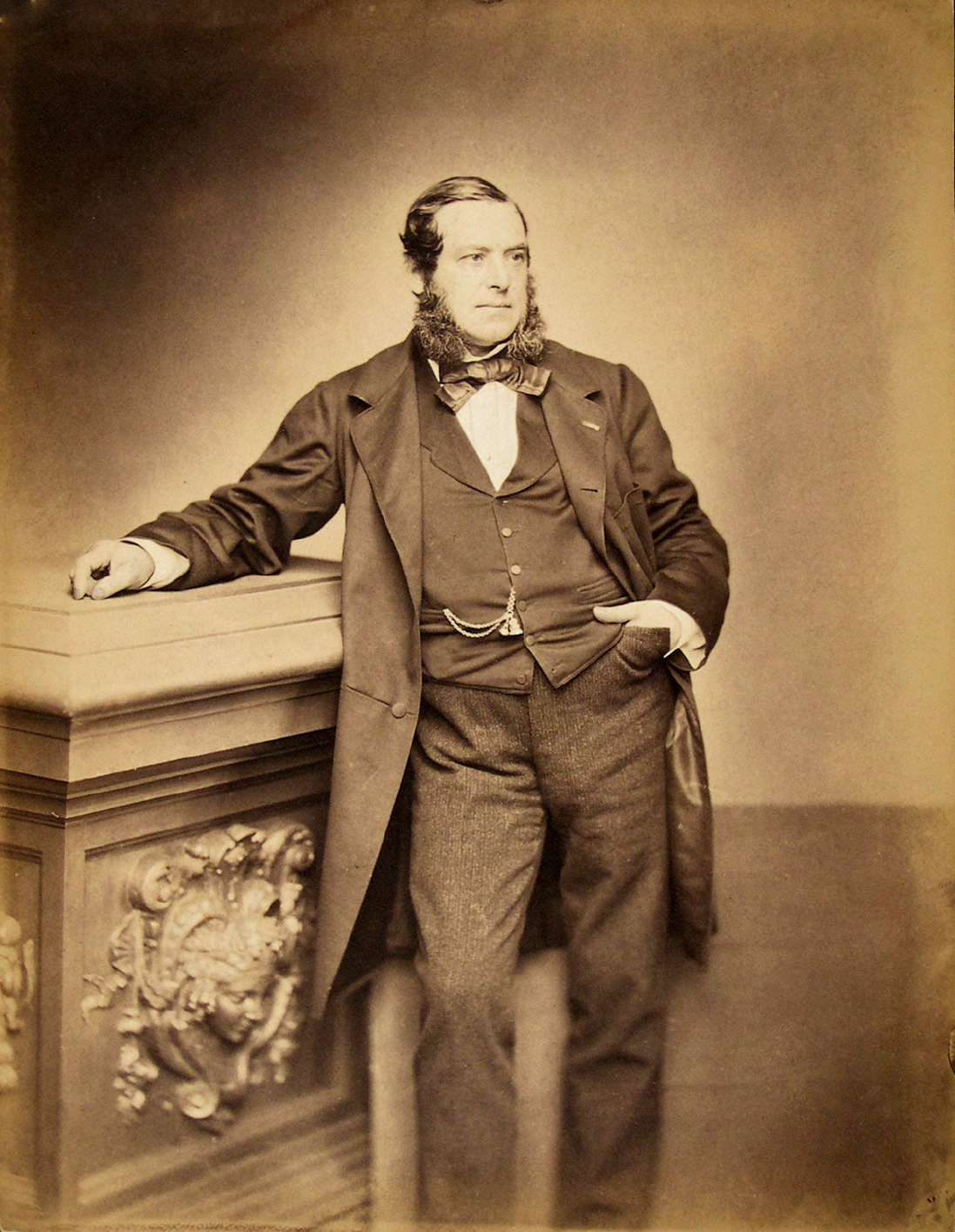
Henri Rivière omkring 1859.

Henri Laurent Rivière, född den 12 juli 1827 i Paris, död den 19 maj 1883 i Hanoi, var en fransk sjöofficer och författare.
Rivière blev 1870 fregattkapten och 1879 skeppskapten till belöning för sitt djärva uppträdande mot det bland infödingarna i Nya Kaledonien 1878 utbrutna upproret, vilket Rivière, i spetsen för en skara deporterade, bidrog att kuva. I april 1883 intog Rivière staden Hanoi i Tonkin, men stupade i maj samma år vid ett utfall mot Nguyễndynastin. Rivière uppträdde med stort bifall på romanens, novellens och lustspelets fält samt författade därjämte de grundliga skildringarna La marine française sous Louis XV (1859) och La nouvelle Calédonie (1880) med mera.